# Hanna Gagel
Hanna Gagel (* 22. September 1935 in Bremen) ist Kunsthistorikerin und Autorin. Im Mittelpunkt ihrer Arbeit steht die Erforschung der Kunst von Frauen.

## Leben
Hanna Gagel wuchs als Tochter des Dipl.-Landwirts Georg Gagel und seiner Ehefrau Haide Gagel geb. Sander auf einem Bauernhof zusammen mit drei Brüdern auf. Ihr Vater fiel im Zweiten Weltkrieg. Vor dem Abitur 1957 in Bremen unterbrach sie das Gymnasium für eine einjährige Buchhändlerlehre. 1957 bis 1959 absolvierte sie eine Ausbildung als staatlich anerkannte Beschäftigungstherapeutin in Hannover.
1960 bis 1967 studierte sie Kunstgeschichte, Germanistik und Soziologie in Heidelberg, Tübingen, Bonn und Berlin. 1967 bis 1969 war sie Thyssen-Stipendiatin an der Kunstbibliothek Berlin.
Als sie keine Betreuung für ihre Dissertation zu Paula Modersohn-Becker fand, schob sie ihr latentes Interesse an Forschung zu Frauen beiseite. 1971 promovierte sie in Berlin zu „Studien zur Motivgeschichte des deutschen Plakats 1900–1914“. Schon vor dem Abschluss ihres Studiums war Hanna Gagel als Museumspädagogin an den Staatlichen Museen Berlin tätig. Anschließend war sie Dozentin an der Pädagogischen Hochschule Berlin und Mitorganisatorin mehrerer Kunstausstellungen in der Neuen Gesellschaft für Bildende Kunst in Berlin. Nach der spektakulären Ausstellung „Kunst der bürgerlichen Revolution von 1830 bis 1848/49“ im Schloss Charlottenburg 1972/73 fiel Hanna Gagel 1974 unter den Radikalenerlass und erhielt Berufsverbot. Sie durfte an der Pädagogischen Hochschule Berlin nicht mehr unterrichten.
Sie nahm Lehraufträge an den Hochschulen Braunschweig, Giessen, Marburg und Zürich wahr. 1975 erhielt Hanna Gagel eine befristete Anstellung in Zürich, wo sie schliesslich 25 Jahre lang als Dozentin für Kunstgeschichte und Kunstvermittlung an der Hochschule für Gestaltung arbeitete. Mit einer Arbeitsgruppe um Guido Magnaguagno realisierte sie 1978 eine Ausstellung über Clément Moreaus „Grafik für den Mitmenschen“. 1983 kämpfte sie gegen die Ausweisung aus der Schweiz. 1984 engagierte sie sich als Mitorganisatorin der Kunsthistorikerinnen-Tagung in Zürich. Ebenfalls 1984 nahm sie als Referentin an der Ringvorlesung „Frauen: Realität und Utopie“ an der Universität Zürich teil.
In ihrer Lehr- und Forschungstätigkeit arbeitete Hanna Gagel zu Malerei, Fotografie und Bildhauerei von Frauen seit der Renaissance bis heute.
Eine entscheidende Neuorientierung erlebte die Autorin und Kunstwissenschaftlerin in der dritten Lebensphase. Im Jahr 2000 machte sie eine Museumsreise nach Paris und zu verschiedenen US-amerikanischen Museen, um sich vor Originalen von der Qualität der Werke von Künstlerinnen zu überzeugen. Vom Alter von 50 Jahren an bis zur Pensionierung und darüber hinaus veranstaltet sie Vorträge und Seminare zur Kunst von Frauen. 1986 legte sie die erste Publikation im deutschsprachigen Raum über Sofonisba Anguissola vor. 1995 veröffentlichte sie ihr erstes Buch „Den eigenen Augen trauen. Über weibliche und männliche Wahrnehmung in der Kunst“.
2005 erschien ihr zweites Buch „So viel Energie. Künstlerinnen in der dritten Lebensphase“. In dieser Publikation analysierte sie in biografisch und kunstwissenschaftlich orientierten Aufsätzen das Alterswerk der Künstlerinnen Marianne Werefkin, Käthe Kollwitz, Helen Dahm, Sonia Delaunay, Georgio O’Keeffe, Hannah Höch, Louise Nevelson, Alice Neel, Lee Krasner, Louise Bourgeois, Agnes Martin, Verena Loewensberg, Meret Oppenheim, Maria Lassnig, Magdalena Abakanowicz und Niki de Saint Phalle. Mechthilde Vahsen lobte in Literaturkritik.de, dass Gagel in dem Buch „Biografisches, Kunstgeschichtliches und Altersforschung zu einem spannenden Panorama über Künstlerinnen des 20. Jahrhunderts und deren Alterswerke“ verbinde. Sie käme zu interessanten Erkenntnissen.
Ihre umfangreiche Bibliothek zur Kunst von Frauen will Hanna Gagel 2022 als Schenkung an die F+F Schule für Kunst und Design in Zürich übergeben.
Hanna Gagel arbeitete u. a. mit Carola Meier-Seethaler, Maya Nadig, Ruth Cohn und Renate Berger zusammen.
Hanna Gagel lebt in Zürich.

## Veröffentlichungen (Auswahl)

### Monografien
- Studien zur Motivgeschichte des deutschen Plakats 1900–1914. Berlin: Freie Universität Berlin, 1971. X, 225 S., Anhang 83 S., Abb. 119 S. (Dissertation).
- Der Mensch um 1500. Werke aus Kirchen und Kunstkammern. Berlin: Staatliche Museen Preußischer Kulturbesitz 1977, 191 S. Abb. Ausstellungskatalog.
- zusammen mit Claudia Cattaneo: Vergnügen und Belehrung. Niederländische Bilder des 17. Jahrhunderts im Kunsthaus Zürich – mit heutigen Augen gesehen. Pestalozzianum, Fachstelle Schule und Museum Zürich, 1983, 122 S., Abb.
- Den eigenen Augen trauen. Über weibliche und männliche Wahrnehmung in der Kunst. Giessen: Anabas, 1995, 264 S., Ill. (Inhaltsverzeichnis, abgerufen am 18. April 2022).
- So viel Energie. Künstlerinnen in der dritten Lebensphase. Berlin: Aviva, 2005, 268 S., Abb., 6. Auflage 2022, ISBN 978-3-949302-16-9

### Aufsätze
- Die Widerspiegelung bürgerlich-demokratischer Strömungen in den Bildmotiven der Düsseldorfer Malerschule 1830–1850. In: Neue Gesellschaft für bildende Kunst Berlin (Hg.): Kunst der bürgerlichen Revolution, 1830–1848/49, Ausstellungskatalog, zusammengestellt und herausgegeben aus Anlass der Ausstellung im Schloss Charlottenburg, 1972/73, von der Arbeitsgruppe „Kunst der bürgerlichen Revolution , 1830 – 1848/49“, Berlin 1972, S. 118–134.
- Die weibliche und die männliche Linie. (Rezension). In: kritische berichte 3/95, Giessen: Anabas 1973, S. 89–91 (Rezension). Abgerufen am 2. Januar 2022.
- zusammen mit Heike Kraft: Gruppenarbeit mit Kindern in den Kunstmuseen. In: Berliner Museen. 23. Jg., H. 1 (1983) S. 27–30. JSTOR:4238419. Abgerufen am 2. Januar 2022.
- Wie unvernünftig ist Evas Bedürfnis nach sinnlicher Erkenntnis? Wie unvernünftig sind Baldungs Frauen? In: Michael Brix (Hrsg.): FrauenKunstGeschichte, Zur Korrektur des herrschenden Blicks. Kunstwissenschaftliche Untersuchungen des Ulmer Vereins, Verband für Kunst- und Kulturwissenschaften, Band XIII (Tagung Kunsthistorikerinnentagung Zürich) Giessen, 1984, S. 79–97.
- Weibliche Auffassungen in der Malerei von Frauen. In: Christa Köppel und Ruth Sommerauer (Hrsg.): Frau – Realität und Utopie. Zürich : Verlag der Fachvereine, 1984, S. 227–271.
- Sofonisba Anguissola – eine rollenüberschreitende Malerin. In: kritische berichte, Jg. 14 Heft 3, (1986). S. 5–24, mit Abb.
- Sofonisba Anguissola. In: Neue Gesellschaft für Bildende Kunst (Hrsg.): Das verborgene Museum, Dokumentation von Frauen in Berliner öffentlichen Sammlungen. Berlin 1987, S. 55–59.
- Hieronymus Bosch - Versuch einer neuen Sehweise. In: kritische berichte, Jg. 14, Heft 2, 1987, S. 53–58. Abgerufen am 18. April 2022.
- Germaine Richier und die Bedrohung des Lebendigen, ein Blick auf ihre weiblichen und männlichen Figuren. In: lsebill Barta u. a. (Hrsg.): Frauen. Bilder. Männer. Mythen. Berlin 1987 (zur Ausstellung im Kunstmuseum Bern, 29. November 2013-06.04.2014).
- Objektivierende Distanz und teilnehmende Beobachtung. In: Höhere Schule für Gestaltung Zürich: Positionen. Schriftenreihe Nr. 12, Vortragsreihe Sommersemester 1988. Zürich 1990, S. 5–41, Abb.
- Natalia Gontcharova: «die inneren und äusseren Substanzen zu erfassen» [Natalia Goncharova: `grasping the inner and outer substance'] In: kritische berichte, 1988, Heft 16 (Heft 1), p.46–56 (Rezension). Abgerufen am 2. Januar 2022.
- Die weibliche Sicht: fotografieren Frauen anders als Männer? In: Hochparterre AG; Hochparterre, 1991, Vol. 4 (10), doi:10.5169/seals-119478#798, S. 64. Abgerufen am 2. Januar 2022.
- gemeinsam mit Luisa Bertolaccini: Zur Unsichtbarkeitwerdung des Werkes von Sofonisba Anguissola. Rezension zu Flavio Caroli: Sofonisba Anguissola e le sue sorelle. Mailand : Mondadori, 1998. Abgerufen am 18. April 2022.
- Von Pferden, Vögeln und Fischen – oder die Bilder der Braut Leonora Carrington. In: Arnold Böcklin, Giorgio de Chirico, Max Ernst, Eine Reise ins Ungewisse, Ausstellungskatalog Kunsthaus Zürich 1998.
- Sofonisba Anguissola (1523-1625). In: Irmgard Osols-Wehden (Hrsg.): Frauen der italienischen Renaissance, Dichterinnen, Malerinnen, Mäzeninnen. Darmstadt 1999.
- Laudatio per il Vernissage del 1◦ maggio 2007 della mostra intitolata: Scultura di due generazioni. Peccia 2007. Abgerufen am 18. April 2022.
- Pars pro toto – Lilien, Lilith und die Madonna. In: Stefanie Hoch, Markus Landert und Regula Tischhauser (Hrsg.): Ein Kuss der ganzen Welt. Zürich : Scheidegger & Spiess. 1. Auflage – [2018], 216 Seiten, Ill., S. 77–84. Mit Beiträgen von Sarah Elser, Hanna Gagel, Stefanie Hoch, Markus Landert, Sandi Paucic und Regula Tischhauser:. (Dieses Buch begleitet die Ausstellungen: Kunstmuseum Thurgau, Kartause Ittingen, 2. September - 4. November 2019 und Helen Dahm Museum, Oetwil am See, 2. September – 4. November 2018 und 7. April - 3. November 2019.)